# Гумберт III (граф Савойський)
Гумберт III Блаженний (італ. Umberto III detto il Beato; 4 серпня 1136 — 4 березня 1189) — граф Савойський та Мор'єннський в 1148—1189 роках.

## Життєпис
Походив з Савойського дому. Єдиний син Амадея III, граф Мор'єнна і Савойї, та Маргарити Альбонської. Народився 1136 року в замку Авільяна. Його освітою опікувався єпископ Амадей Лозаннський. Під його керівництвом молодий Гумберт зробив великий прогрес у навчанні та духовному становленні, віддаючи себе молитві та покаянню. Багато часу проводив в абатстві Откомб, маючи потяг до церковного життя.
1148 року після смерті успадкував родинні володіння. Через молодий вік регентом став Амадей Лозаннський. Останній 1149 року вступив у конфлікт з містянами Турину, що тривав до 1150 року.
1150 року Гумберт III став панувати самостійно. 1151 року був заручений з донькою графа Тулузького. Невдовзі відбулося весілля, але 1154 року його дружина померла. 1155 року пошлюбив доньку графа Фландрії, але невдовзі цей шлюб було анульовано.
Водночас налагоджує стосунки з новим імператором Фрідріхом I Гогенштауфеном. Останній був зацікавлений у зміцненні влади в Бургундському (Арелатському) королівстві. Водночас Гумберт III бажав використати цю ситуацію для розширення своїх володінь на південний захід.
1162 року перейшов на бік папи римського Олександра III. 1164 року пошлюбив представницю роду Церінгенів, представники якого були спадковими ректорами (намісниками) королівства Арелат. Йому допомагав П'єтро II, архієпископ Тарантезу, особливо коли Савойські володіння атакував Альберік Тайлефер, дофін-консорт В'єннський.
1173 року після смерті дружини вирішив стати ченцем в монастирі Откомб. 1174 року війська імператора сплюндрували Сузи. Тоді ж проти нього виступив Мілоне де Кардано, єпископ Туринський, який поступово відвоював більшість володінь Гумберта III. Єпископу допомагали маркграфи Монферрато і Салуццо. 1177 року шляхта умовила Гумберта III одружитися вчетверте.
1187 року наказом імператора Фрідріха I його було вигнано зі Священної Римської імперії. На бік останнього перейшов Аймон II де Бріанцон, архієпископ Тарантеза, який став незалежним від графа Савойського. Невдовзі незалежним стає Рено, єпископ Беллей. Було втрачено усі землі окрім долин Суз і Аоста, графства Мор'єнн. У 1188 році він заснував монастир Сан-Антоніо-ді-Ранверсо. Гумберт III перебрався до замку Шамбері, де помер 1189 року. Поховано в абатстві Откомб. Трон успадкував єдиний син Томас I.

## Родина
1. Дружина — Файдіва, донька Альфонса Журдена, графа Тулузи
дітей не було
2. Дружина — Гертруда, донька Тьєррі, графа Фландрії
дітей не було
3. Дружина — Клеменція, донька герцога Конрада I Церінгена
Діти:
- Софія (1165—1202), дружина Аццо VI, маркіза Есте
- Аліса (1166—1178), спочатку готувалися заручини з Річардом Плантагенетом, потім заручена з його братом Джоном.

4. Дружина — Беатріси, доньки Жеро I де Макона
Діти:
- Томас (1178—1233), граф Савойський
- Беатриса (померла дитиною)